# Physiculus roseus
Physiculus roseus är en fiskart som beskrevs av Alcock, 1891. Physiculus roseus ingår i släktet Physiculus och familjen Moridae. IUCN kategoriserar arten globalt som livskraftig. Inga underarter finns listade i Catalogue of Life.